# Oroperipatus omeyrus
Oroperipatus omeyrus är en klomaskart som beskrevs av Ernst Marcus 1952. Oroperipatus omeyrus ingår i släktet Oroperipatus och familjen Peripatidae. Inga underarter finns listade i Catalogue of Life.